# Infantería de Marina
La Infantería de Marina, componente anfibia della Armada Española, è la più antica fanteria di marina della storia ancora in servizio, in quanto costituita nel 27 febbraio 1537 da Carlo I.
La componente operativa ha un organigramma di livello Brigata, dal quale dipendono due battaglioni di fanteria, un battaglione meccanizzato, un battaglione di artiglieria, un battaglione di forze speciali, un battaglione misto e i supporti.

## Storia

### Origini
La Infantería de Marina ha la sua origine nei Tercios Viejos de galeras, unità di fanteria inizialmente destinate ad essere imbarcate su navi, cosa che veniva fatta temporaneamente per svolgere campagne o combattimenti specifici. La differenza è sorta quando si decise che queste truppe dovevano avere una preparazione esclusivamente orientata alla guerra navale. Il Corpo della Infantería de Marina spagnolo è il più antico del mondo, essendo stato creato da Carlo I il 27 febbraio 1537 mediante la costituzione delle  Compañías Viejas del Mar de Nàpoles, ovvero compagnie di archibugieri assegnati stabilmente alle squadre di galee del Mediterraneo.
L'idea dell'Imperatore era quella di stabilire una forza di combattimento in grado di muoversi con agilità negli abbordaggi come nelle difese delle proprie galee con la stessa abilità della terraferma.
All'inizio si contavano 125 uomini in ogni galea spagnola. L'obiettivo primario era quello di contenere l'influenza dell'Impero ottomano nel Mediterraneo poiché i Turchi assediavano le città costiere spagnole e minacciavano le rotte marittime dell'Impero.
Tuttavia sarebbe stato il suo erede Filippo II a creare l'attuale concetto di fanteria di marina che permisero alla Spagna di proiettare il suo potere navale sulla costa per mezzo di forze militari imbarcate sulle galee.
Fu il 27 febbraio 1566, con Filippo II, che su può parlare di prima forza da sbarco, con i Tercios de Mar, termine che descriveva il tipo di organizzazione militare costituita da una parte di picchieri, una parte di moschettieri e una parte di archibugieri.
Vennero costituiti i seguenti Tercios:
- Tercio Nuevo del Mar de Nápoles.
- Tercio de la Armada del Mar Océano.
- Tercio de Galeras de Sicilia.
- Tercio Viejo del Mar Océano y de Infantería Napolitana

Di questi, il primo è considerato il nucleo della fanteria di marina spagnola, e portava nello stemma due ancore incrociate che divennero lo stemma del Corpo fino al 1931.
Cinque anni più tardi il tercio de mar fu impegnato nella più importante battaglia navale del secolo, la battaglia di Lepanto del 1571, nella quale le sue truppe rappresentavano un quarto dell'intero contingente cristiano. Questi uomini presero la Sultana, Nave ammiraglia di Müezzinzade Alì Pascià, sulla quale venne ammainato sull'albero maestro lo stendardo ottomano e innalzato quello cristiano.
Tra coloro che combatterono a Lepanto nelle forze dei Tercios c'era anche Miguel de Cervantes Saavedra, l'autore dell'opera letteraria El ingenioso hidalgo don Quijote de la Mancha.
Le stesse truppe partecipò nel 1573 alla spedizione di Tunisi con la quale Don Giovanni d'Austria riuscì a prendere Tunisi nel mese di ottobre 1573. e dieci anni dopo prese parte, nel corso della Battaglia di Ponta Delgada alla conquista dell'isola di Terceira, la terza isola più grande dell'arcipelago delle Azzorre. Lo scontro fu il primo nella storia tra le due flotte di caracche e galeoni, con la flotta mercenaria di Filippo Strozzi pesantemente sconfitta da uno squadrone spagnolo al comando di Álvaro de Bazán. e fu questa la prima azione navale in cui fu usata una barca a fondo piatto e con rampa pieghevole, appositamente costruita per proteggere i fanti e facilitarne lo sbarco. Tra questi protagonisti eccelse lo scrittore Lope de Vega.

### Settecento e Ottocento
Nel 1704, i Tercios divennero reggimenti: Regimiento de Bajeles (Reggimento di vascello), Regimiento de la Armada (Reggimento della Marina), Regimiento del Mar de Nápoles (Reggimento marittimo di Napoli) e Regimiento de Marina de Sicilia (Reggimento della marina siciliana), distaccando alcune piccole unità all'esercito, mentre il corpo principale rimase nella Marina diventando il Cuerpo de Batallones de Marina.
Dopo la scomparsa delle squadre di galee del Mediterraneo nel 1748, si procedette a riorganizzare e modernizzare le truppe, cambiando il nome alle compagnie esistenti, che cessarono di essere conosciute con il nome del capitano che le comandava e che dal dicembre 1749 vennero denominate con un sistema ordinale, come già in molti paesi europei. In questo modo si costituirono in totale a Cartagena otto battaglioni, composti da sei compagnie ciascuno.
Nel 1793, una donna, Ana María de Soto, fingendosi uomo, si arruolò nella 6ª compagnia dell'11º Battaglione della Marina con il nome di Antonio María de Soto. Al suo congedo nel 1798 sottoposta a visita medica di routine si scoprì che era una donna e in virtù dell'eroismo dimostrato il Re le concesse il grado di sergente ed una pensione mensile di due Real; è la prima donna fante di marina al mondo.
Nel 1808 allo scoppio della guerra d'indipendenza spagnola, i fanti di marina scesero dalle navi ancorate nei loro porti e i loro Battaglioni di fanteria di marina si unirono sotto forma di reggimenti di fanteria nei combattimenti delle unità dell'esercito.
Le guerre coloniali nelle Filippine e su Cuba, con continue operazioni di sbarco, portano a una riorganizzazione dei marines in tre brigate di due reggimenti ciascuna. 
Nel 1886 i marines contenevano quattro brigate, ciascuna con quattro tercios, mentre la riorganizzazione del 1893 creò tre reggimenti di due battaglioni ciascuno.

### Dal Novecento a oggi
Durante la rivoluzione filippina e la guerra ispano-americana i marines combatterono come parte delle divisioni dell'esercito.
Durante la Terza Guerra del Rif la fanteria di marina spagnola fece un innovativo assalto anfibio da Alhucemas nel 1925, quando fu impiegato fuoco aereo e navale coordinato per supportare l'assalto.
Durante la guerra civile spagnola il corpo si divise e servì entrambe le parti con le guarnigioni di Ferrol e Cadice dalla parte nazionalista e la guarnigione di Cartagena, nonché un distaccamento a Madrid, dalla parte repubblicana.
Nel 1957 durante il regime franchista fu creato il Grupo Especial Anfibio (Gruppo speciale anfibio) e la fanteria di marina tornò al suo compito principale di forza da sbarco. Nel 1958 stabilì una testa di ponte nel Sahara spagnolo nella guerra di Ifni.
Con il ritorno alla democrazia, i marines spagnoli sono stati presenti in Europa, Centro America e Asia in un ruolo coperto come "forza di emergenza" pronta a evacuare i civili nelle aree di conflitto, o come forza di deterrenza nel fornire copertura per le azioni delle forze alleate.
La Brigada de Infantería de Marina è integrata, insieme alla Brigata marina "San Marco" della Marina Militare Italiana, nella Forza anfibia italo-spagnola (SIAF, Spanish Italian Amphibious Force, in spagnolo Fuerza Anfibia Hispano-Italiana), costituita il 23 novembre 1998, dal 2007 individuata per operazioni sotto l'egida UE.
Dal 2001 reparti dell'Infanteria de Marina hanno preso parte alle missioni Nato in Afghanistan.

## Struttura

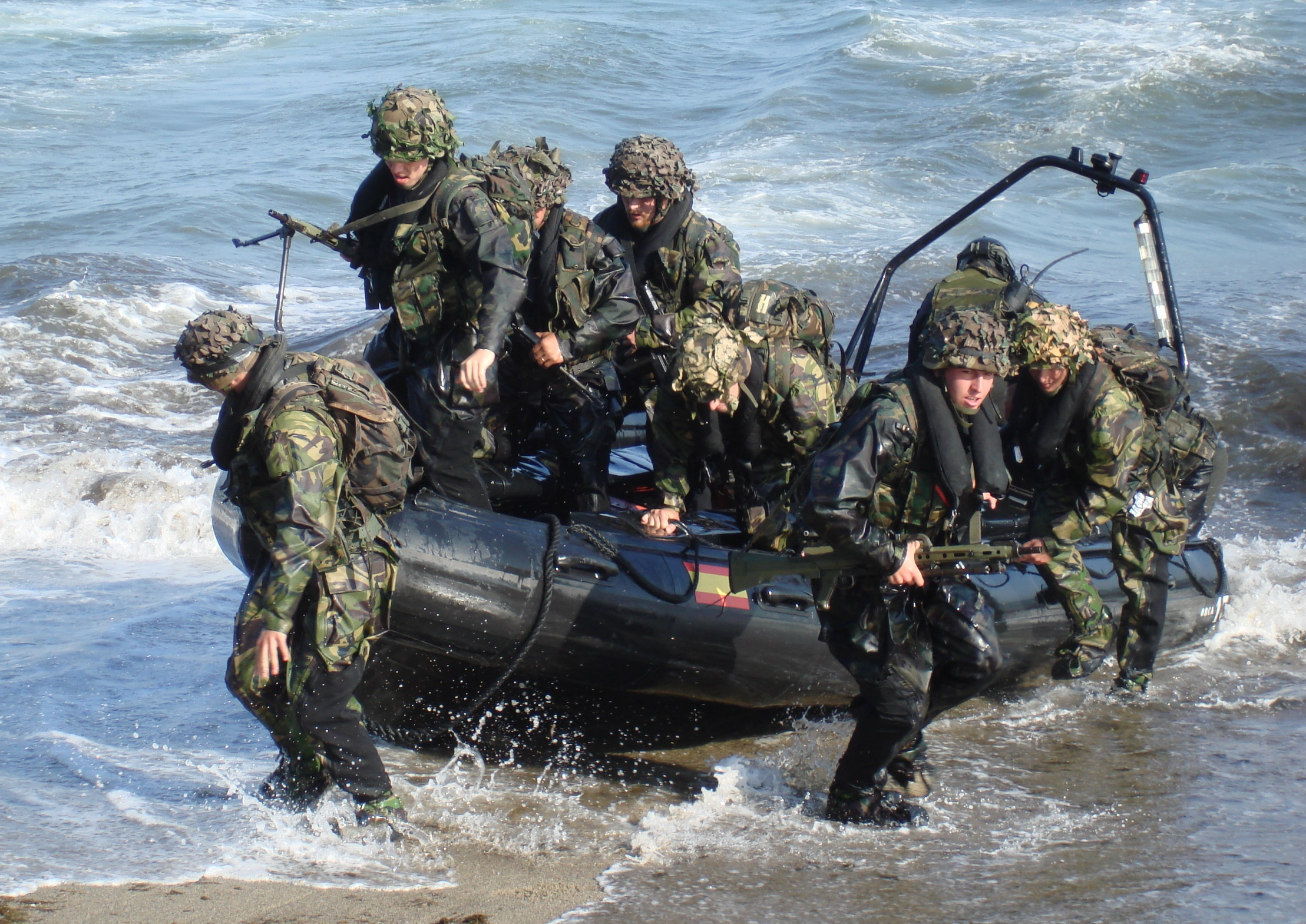
Fanteria di marina spagnola

Le unità principali della Fuerza de Infantería de Marina, dipendenti dal Comandante Generale de la Infantería de Marina, sono il Tercio de Armada, la Fuerza de Protección, e la Fuerza de Guerra Naval Especial (la forza per le operazioni speciali navali). Il comandante ha alle dipendenze anche un Quartier generale.

### Il comandante generale
Il Comandante generale della fanteria di marina (in spagnolo: Comandante General de la Infantería de Marina; acronimo: COMGEIM) è un generale di divisione, ed esercita il comando sulla Infantería de Marina riportando direttamente all'ammiraglio della flotta.
Il COMGEIM è il principale consigliere dell'Ammiraglio della flotta (spagnolo: Almirante de la Flota; acronimo: ALFLOT) in tutto ciò che riguarda la proiezione della forza, la missione principale del Corpo e, in quelle questioni relative al Corpo che non sono specificamente e direttamente legate. Nella preparazione della Forza, il Comandante Generale del Corpo può consigliare direttamente il Capo di Stato Maggiore della Marina.
Il comandante congiunto del Tercio de Armada e della Brigada è un generale di brigata, e Sejebrimar (Comandante in seconda) è un colonnello.
Un generale di brigata del Cuerpo de Infantería de Marina è il comandante della Fuerza de Protección, mentre un colonnello comanda la Fuerza de Guerra Naval Especial.

### Tercio de Armada
Il Tercio de Armada (TEAR) è l'unità anfibia e di spedizione della Fuerza de Infantería de Marina (FIM). 
Il suo quartier generale èa San Fernando presso Cadice ed è responsabile delle missioni terrestri dopo uno sbarco dal mare. È composto da:
- Brigata di fanteria di marina (BRIMAR)
- Unità di base (UB)

 Brigada de Infantería de Marina (BRIMAR)
La brigata comprende l'insieme delle unità di combattimento e supporto al combattimento, con ampia autonomia operativa.
- Quartier generale
- Batallón de Cuartel General (BCG)
- Primer Batallón de Desembarco (BD-I)
- Segundo Batallón de Desembarco (BD-II)
- Tercer Batallón Mecanizado (BDMZ-III)
- Grupo de Movilidad Anfibia (GMA)
- Grupo de Artillería de Desembarco (GAD)
- Grupo de Apoyo de Servicio de Combate (GASC)

Unità di base (UB)

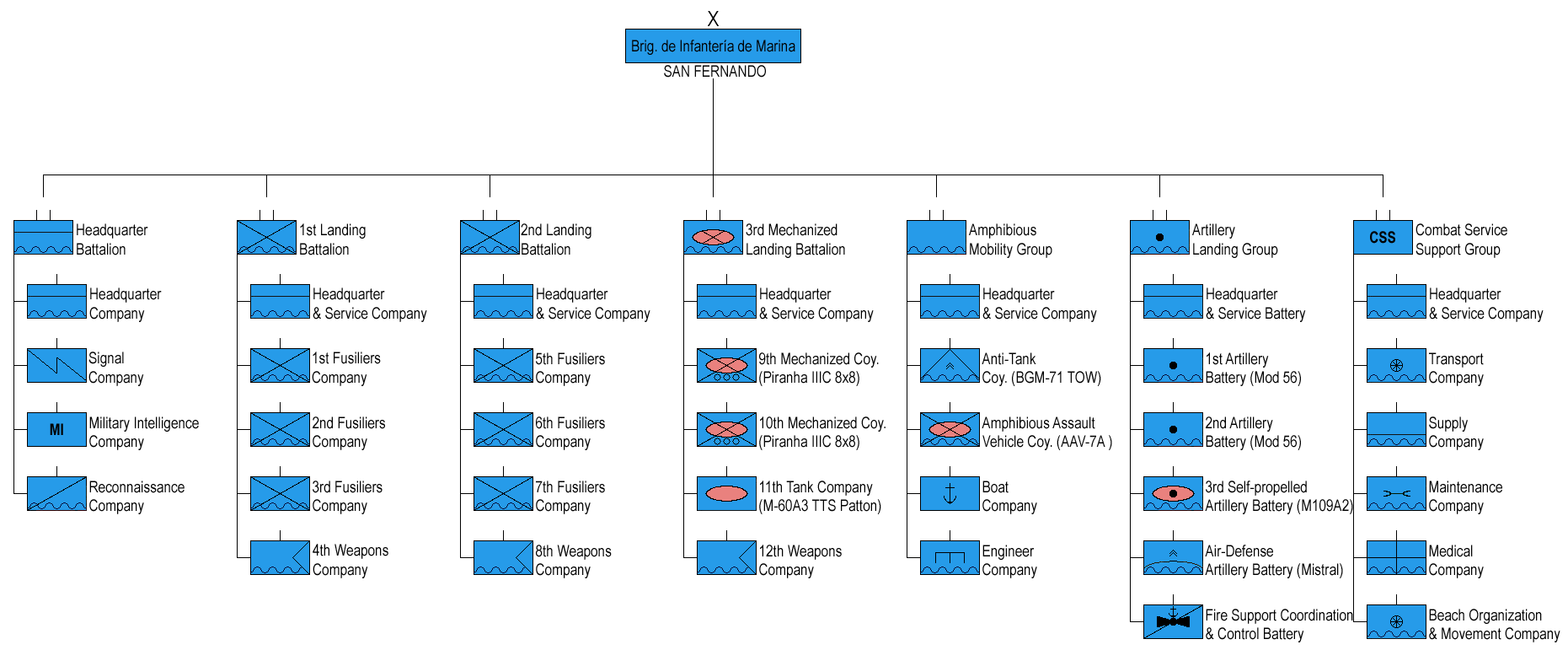
Struttura della Brigada de Infantería de Marina

È l'unità che assicura al TEAR i seguenti servizi logistici: 
- ristorazione del personale
- pulizia e manutenzione degli impianti
- fornitura di materiale, attrezzature e ricambi;
- manutenzione di armi, veicoli e materiale;
- controllo economico-amministrativo delle risorse del TEAR

### Fuerza de Protección
La Forza di Protezione (FUPRO) ha il compito di garantire la sicurezza delle strutture navali e del personale della Marina.
- Tercio del Norte (TERNOR)
- Tercio del Sur (TERSUR)
- Tercio de Levante (TERLEV)
- Agrupación de Infantería de Marina de Madrid (AGRUMAD)
- Unidad de Seguridad del Mando Naval de Canarias (USCAN)

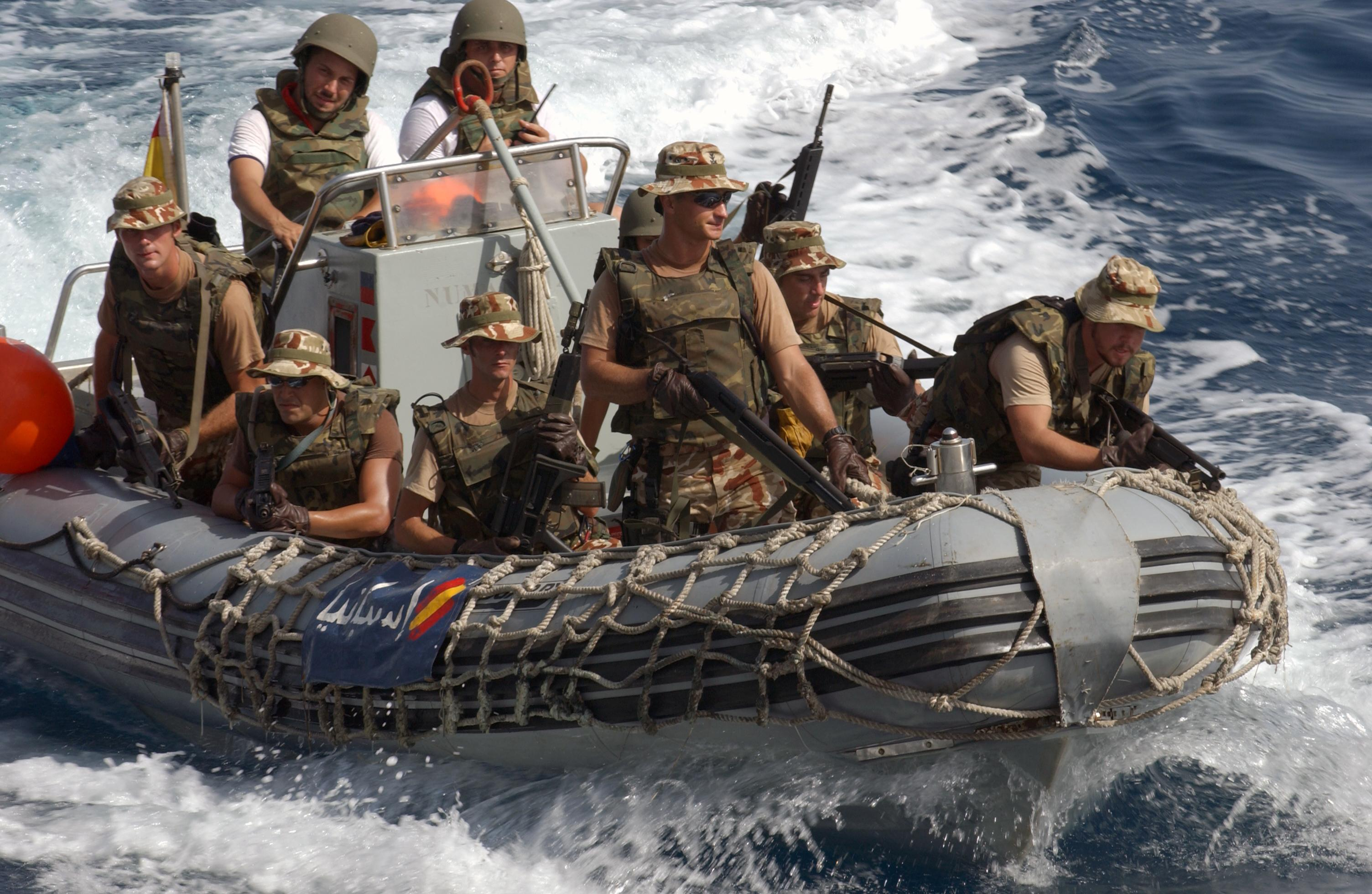
Unità di forze speciali della fanteria di marina spagnola

### Forze speciali navali
La Fuerza de Guerra Naval Especial è  la componente della Marina delle forze speciali spagnole, specializzata in operazioni in ambiente marittimo, terrestre e costiero. È stata costituita nel 2009, unificando la Unidad de Operaciones Especiales de Infantería de Marina (UOE) y la Unidad Especial de Buceadores de Combate (UEBC).
Ha a supporto una flottiglia aeronavale.

### Altri reparti
- Sección Martín Álvarez - era una sezione di Fanteria di Marina imbarcata, preposta alla sicurezza e al controllo della portaerei Principe delle Asturie, che poteva svolgere anche operazioni MIO, in servizio dal 1988 al 2013.
- Compañía Mar Océano de la Guardia Real - compagnia di fucilieri inquadrata nel Gruppo d'onore della Guardia Real
- Escuela de Infantería de Marina General Albacete y Fuster - La scuola di addestramento della fanteria di marina di Cartagena (Murcia), dove si tengono tutti i corsi di promozione e perfezionamento.
- Policía Naval - Nuclei di Polizia militare essenzialmente organizzati per lo svolgimento, sia in pace che in guerra, di specifiche missioni di sicurezza e ordine della Armada.

## Gradi
Generali e ufficiali
| Codice NATO | OF-8             | OF-7                | OF-6               | OF-5    | OF-4             | OF-3       | OF-2    | OF-1     | OF-1    |
| ----------- | ---------------- | ------------------- | ------------------ | ------- | ---------------- | ---------- | ------- | -------- | ------- |
| Spagna      | Teniente General | General de División | General de Brigada | Coronel | Teniente Coronel | Comandante | Capitán | Teniente | Alférez |
| Spagna      | Teniente General | General de División | General de Brigada | Coronel | Teniente Coronel | Comandante | Capitán | Teniente | Alférez |

Sottufficiali e truppa
| Codice NATO      | OR-9             | OR-9             | OR-9        | OR-9        | OR-9        | OR-9    | OR-8    | OR-8             | OR-7             | OR-7     | OR-6     | OR-6     | OR-6     | OR-6     | OR-6     | OR-6       | OR-5       | OR-5       | OR-5       | OR-5       | OR-5       | OR-5         | OR-4         | OR-4 | OR-3 | OR-3               | OR-2               | OR-2               | OR-2               | OR-2               | OR-2               | OR-2    | OR-1    | OR-1 |
| ---------------- | ---------------- | ---------------- | ----------- | ----------- | ----------- | ------- | ------- | ---------------- | ---------------- | -------- | -------- | -------- | -------- | -------- | -------- | ---------- | ---------- | ---------- | ---------- | ---------- | ---------- | ------------ | ------------ | ---- | ---- | ------------------ | ------------------ | ------------------ | ------------------ | ------------------ | ------------------ | ------- | ------- | ---- |
| España           |                  |                  |             |             |             |         |         |                  |                  |          |          |          |          |          |          |            |            |            |            |            |            |              |              |      |      |                    |                    |                    |                    |                    |                    |         |         |      |
| Suboficial Mayor | Suboficial Mayor | Suboficial Mayor | Subteniente | Subteniente | Subteniente | Brigada | Brigada | Sargento Primero | Sargento Primero | Sargento | Sargento | Sargento | Sargento | Sargento | Sargento | Cabo Mayor | Cabo Mayor | Cabo Mayor | Cabo Mayor | Cabo Mayor | Cabo Mayor | Cabo Primero | Cabo Primero | Cabo | Cabo | Soldado de Primera | Soldado de Primera | Soldado de Primera | Soldado de Primera | Soldado de Primera | Soldado de Primera | Soldado | Soldado |      |